# Patiëntgerapporteerde uitkomsten
Patiëntgerapporteerde uitkomsten (patient-reported outcome, PRO) zijn gezondheidsuitkomsten direct gerapporteerd door de patiënt. Dit in tegenstelling tot een uitkomst gemeld door bijvoorbeeld een arts of verpleegkundige.
Meestal geeft de patiënt via vragenlijsten door hoe herstel verloopt en hoe hij functioneert, in klinische studies of tijdens een klinische behandeling, om beter de werkzaamheid van een behandeling te kunnen begrijpen.